# Hươu đuôi trắng
Hươu đuôi trắng (danh pháp khoa học: Odocoileus virginianus) là một loài hươu có kích thước trung bình, là loài bản địa Hoa Kỳ (trừ năm tiểu bang không có loài này hiện diện), Canada, México, Trung Mỹ, và Nam Mỹ đến phía nam tận Peru. Nó cũng được nhập nội vào New Zealand và vài quốc gia châu Âu như Phần Lan, Cộng hòa Séc và Serbia. Ở châu Mỹ, nó là loài móng guốc phân bố rộng rãi nhất.